# Naturschutzgebiet Gierather Wald
Das Naturschutzgebiet Gierather Wald erstreckt sich im Stadtgebiet Bergisch Gladbach zwischen Gierath und Brandroster im Westen, Schlodderdich im Norden, dem Golfplatz im Osten, sowie Sandbüchel und Saaler Mühle im Süden. Es ist ein Teilgebiet der Schluchter Heide und der Bergischen Heideterrasse.
Die Ausweisung des Schutzgebietes dient der Erhaltung und Entwicklung des für den Naturraum typischen Laubwaldgebietes, das von naturnahen Bächen durchflossen wird und größere torf-moosreiche Feuchtbereiche sowie Birken- und Erlenbrüche aufweist.

## Bergbau
In der Mitte des 19. Jahrhunderts wurde im Gierather Wald Bergbau im Tagebau auf Eisen betrieben. Dabei handelte es sich um die Bergwerke Grube Emma, Grube Franconia, Grube Habsburg und die Grube Hohenzollern. Von der Grube Habsburg kann man noch heute die Pingen in der Mitte des Waldes sehen.